# Maria Czerepaniak-Walczak
Maria Zofia Czerepaniak-Walczak (ur. 1947) – polska profesor pedagogiki.

## Życiorys
Prof. Czerepaniak-Walczak kieruje Katedrą Pedagogiki Ogólnej na Uniwersytecie Szczecińskim.
Jest autorką rozpraw i monografii poświęconych pedagogice emancypacyjnej, badaniom w działaniu, nauczycielskiemu profesjonalizmowi oraz pedagogice szkoły wyższej. Jest również wieloletnią członkinią Komitetu Nauk Pedagogicznych Polskiej Akademii Nauk (PAN) oraz wiceprzewodniczącą Polskiego Towarzystwa Pedagogicznego.

## Życie prywatne
Była żoną prof. Aleksandra Walczaka.

## Nagrody i wyróżnienia
- Medal Polskiego Towarzystwa Pedagogicznego (2018)[2].